# Антон Урбан
Антон Урбан (словац. Anton Urban, 16 січня 1934, Кисак — 5 березня 2021) — чехословацький футболіст і тренер. У складі чехословацької збірної виграв срібну медаль на Олімпійських іграх 1964 року в Токіо.

## Клубна кар'єра
Антон Урбан приїхав до Братислави з Кисака після Другої світової війни, де став грати за місцеву команду «Братислава» (нині — «Слован»). Після гри за молодіжні та резервну команду, Урбан дебютував в першій команді у сезоні 1953 року у віці 19 років в грі проти «Локомотиву» (Кошице). У тому сезоні захисник провів ще три матчі.
Після 14 ігор у сезоні 1954 року він був відправлений в Оломоуць восени того ж року, і проходив там військову службу у клубі другого дивізіону «Кржидла власті» (Оломоуць), за який грав у 1955 році. На початку 1956 року Урбана перевели до клубу «Червена гвезда» (Братислава), де він продовжив військову службу і провів 18 ігор у вищому дивізіоні.
Навесні 1957 року Урбан повернувся до «Слована». Тренер Леопольд Штястний, який не хотів через нового гравця змінювати зіграну лінію оборони команди, використовував Урбана в півзахисті, а іноді навіть у нападі. Атлетичний, швидкий і сильний Урбан зміг добре себе проявити і там. Згодом він став основним гравцем «Слована» на позиції правого захисника і залишався ним близько десяти років.
Зі «Слованом» Урбан тричі вигравав Кубок Чехословаччини у 1962, 1963 і 1968 роках, а у сезонах 1956, 1959/60, 1963/64, 1966/67 та 1967/68 зі своєю командою посідав друге місце у чемпіонаті, але так і не здобув чемпіонського титулу — з 1949 по 1951 рік, коли «Слован» завоював свої перші три титули, Антон ще грав за «молодіжку», у 1955 році він проходив військову службу, а в 1970 році, коли «Слован» завоював свій п'ятий титул, Урбан уже завершив кар'єру.
Загалом Урбан провів 283 гри у вищій чехословацькій лізі, забивши чотири голи. Він також провів десять матчів у Кубку володарів кубків за «Слован».
Після десятиліття в лавах братиславського «Слована», словак приєднався до «Ваккера» (Інсбрук) в австрійській Бундеслізі на сезон 1968/69. Урбан провів 18 ігор у чемпіонаті за тірольців, а також три кубкові і одну гру в єврокубках — 10 вересня 1968 року в матчі першого раунду Кубка ярмарок проти «Айнтрахта» (Франкфурт), яка завершилась з рахунком 2:2.

## Національна команда
Хоча Урбан був стабільно основним гравцем одного з провідних клубів Чехословаччини в 1950-х і 1960-х роках, Антон ніколи не грав за національну збірну Чехословаччини. Хоча його кілька разів викликали, він так і не вийшов на поле.
Натомість у складі олімпійської збірної Чехословаччини Урбан був учасником Олімпіади 1964 року в Токіо. На турнірі він був капітаном, зіграв у всіх шести іграх і допоміг команді здобути срібні нагороди.

## Тренерська кар'єра
Після повернення з Австрії Урбан спочатку працював тренером у резервній команді «Слована», а потім тренував «Червену гвезду» (Братислава).
У 1974 році він перейшов до тодішнього клубу другого дивізіону «Петржалка», з яким вийшов до вищого дивізіону в сезоні 1980/81. Потім недовгий час працював головним тренером у братиславському «Словані». З 1992 по 1996 рік був генеральним секретарем «Слована».
Помер 5 березня 2021 року у віці 87 років.

## Титули і досягнення
- Володар Кубка Чехословаччини: 1961/62, 1962/63, 1967/68
- Срібний олімпійський призер: 1964